# Borgo metropolitano di St Helens
St Helens è un borgo metropolitano del Merseyside, Inghilterra, Regno Unito, con sede nel nucleo urbano omonimo.
Il distretto fu creato con il Local Government Act 1972, il 1º aprile 1974 dalla fusione del precedente county borough di St Helens con i distretti urbani di Haydock, Newton-le-Willows, Earlestown, Rainford, Billinge-and-Winstanley (parte) e Ashton-in-Makerfield (parte) e parte del distretto rurale di Whiston.

## Parrocchie civili
Le parrocchie, che non coprono l'area del capoluogo, sono:
- Billinge Chapel End
- Bold
- Eccleston
- Rainford
- Rainhill
- Seneley Green
- Windle

## Società

### Evoluzione demografica
| Città             | Popolazione (ab.) |
| ----------------- | ----------------- |
| St Helens         | 102,629           |
| Newton-le-Willows | 21,307            |
| Haydock           | 11,962            |
| Rainhill          | 11,913            |
| Eccleston         | 10,528            |
| Earlestown        | 10,274            |
| Rainford          | 8,344             |
| Billinge          | 6,554             |